# Glacera de Fiesch
La glacera de Fiesch (en alemany: Fieschgletscher) es troba al cantó del Valais, a Suïssa. Es troba al nord de Fiesch, en una vall paral·lela a la de la glacera d'Aletsch. Amb una longitud de 16 km, és la segona més llarga dels Alps, però l'amplada no supera els 1.000 m a la part superior i els 500 a 700 m a la part inferior. Amb les glaceres més petites que s'uneixen a ell, la glacera de Fiesch cobreix una superfície de 33 km².

## Geografia

### Característiques físiques
El punt de partida de la glacera són els camps de neu que s'aferren a la cara sud-est del Gross Fiescherhorn (4.049 m) i al sud d'Agassizhorn (3.946 m). En els dos primers quilòmetres, el desnivell se situa al voltant dels 700 m. Més al sud, altres camps de neu comencen del Grünhorn (4.044 m) i Fieschergabelhorn (3.876 m) i després es dirigeixen cap a l'est i nord-est per acabar a la conca d'acumulació a uns 3.000 m d'altitud. El Grünhornlücke (3.828 m) és un pas cobert de gel que connecta els camps de neu de la glacera Fiesch amb el Grünnegfirn que acaba a la Konkordiaplatz de la glacera d'Aletsch.
Al nord, la glacera està delimitada per la paret sud del Finsteraarhorn (4.274 m), que és el cim més alt dels Alps Bernesos. A la seva part mitjana, a uns 2.800 m aproximadament, la glacera Fiesch rep la glacera Galmi, que ve del nord-est i que vola sobre la glacera Studer. Aquestes dues glaceres tenen una longitud total de 5 km i gairebé tenen la mateixa amplada que la de Fiesch. Després de la unió amb la glacera Galmi, la glacera Fiesch es ramifica de sobte cap al sud, bloquejada en el seu avanç cap a l'est pel Wasenhorn (3.447 m). Avança en una vall estreta i profunda. A l'estiu, quan la capa de neu s'ha fos, la glacera agafa un color gris a causa de les nombroses deixalles rocoses i morrenes que esquitxen la seva superfície.
La llengua glacial acaba a uns 1.700 m. Les seves aigües produeixen el Weisswasser, un torrent que s'uneix al Roine a la plana després d'haver travessat el Fieschertal.

### Evolució
Des de la Petita Edat de Gel, la glacera de Fiesch ha retrocedit aproximadament 1 km i ha perdut un important volum de gel. A l'època, la seva llengua se separava amb una capa de gel que franquejava el forrellat rocós al lloc anomenat del Titter. Durant els anys 1950, aquesta segona llengua s'ha fos completament. Es pot d'altra banda comprovar sobre el gràfic d'evolució (vegeu més avall) que aquest retrocés s'ha accentuat des del començament dels anys 1960.

Evolució de la glacera en metres En verd, les diferències de longitud acumulades. En vermell, les variacions de longitud anuals

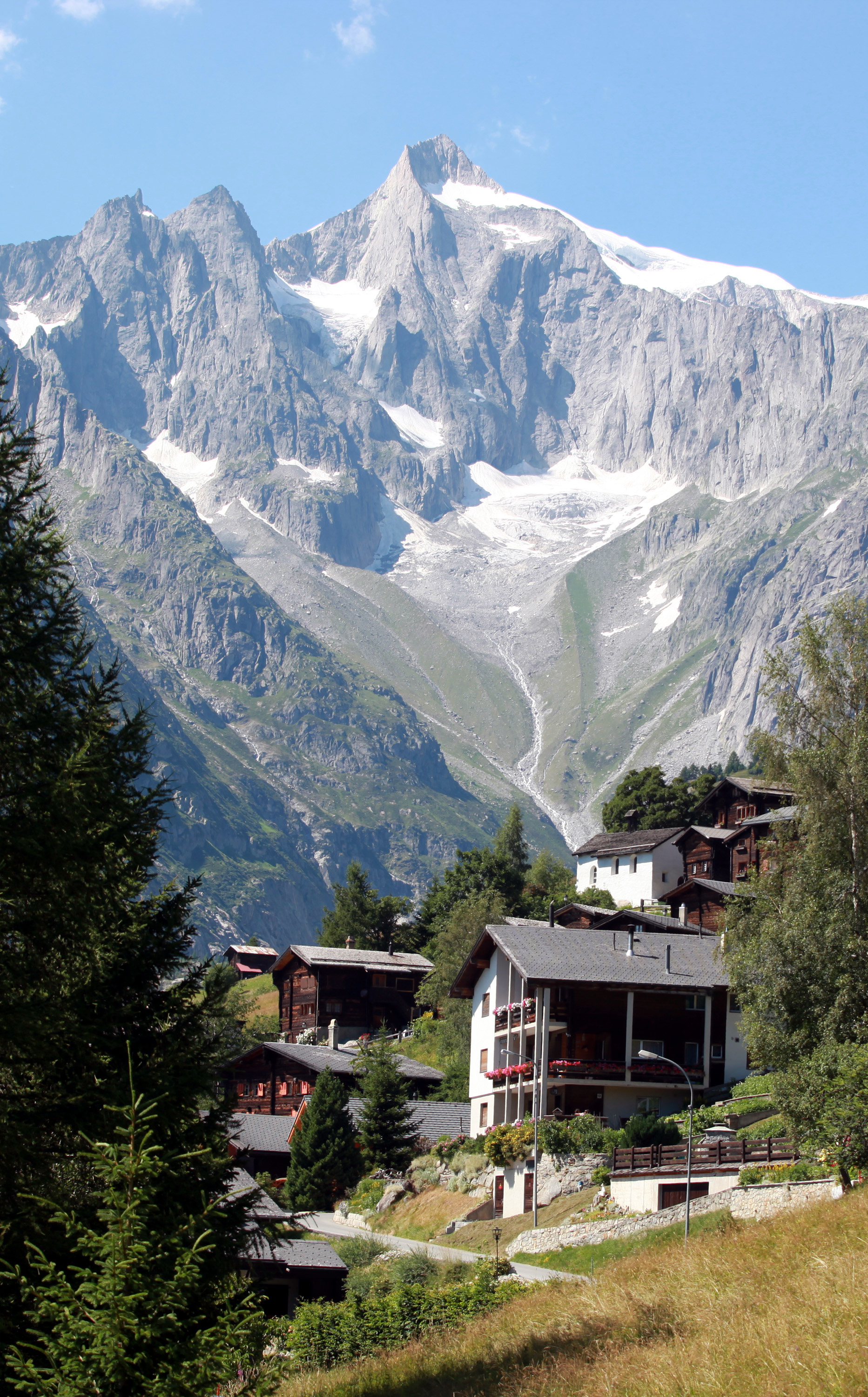
Foto 100 anys després: en aquest punt no es pot veure res de la glacera.
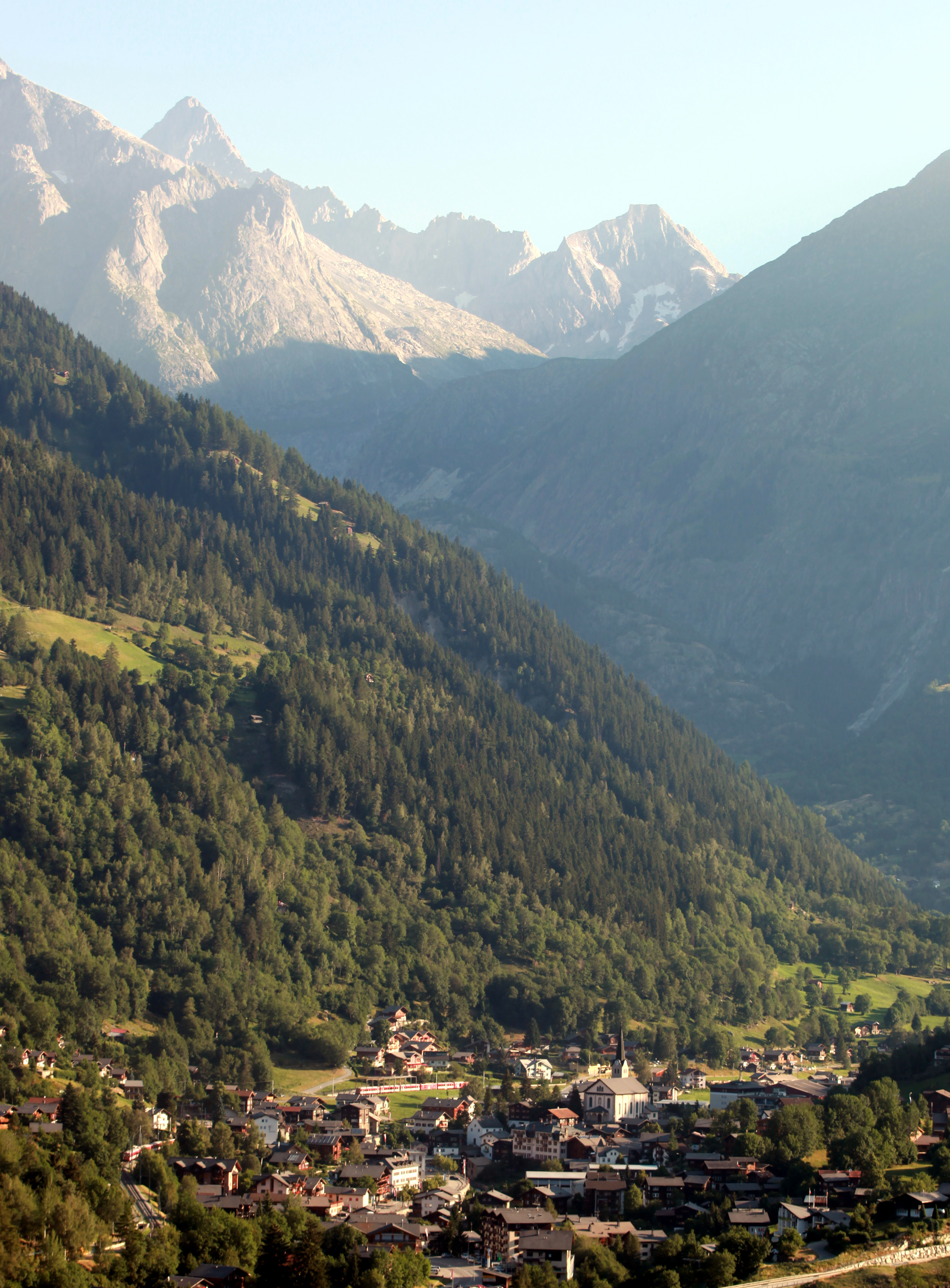
99 anys després vist des de la mateixa perspectiva.